# Frode Kippe
Frode Kippe, né le 17 janvier 1978 à Oslo (Norvège), est un footballeur international norvégien, qui évolue au poste de défenseur à Lillestrøm SK.
Kippe n'a marqué aucun but lors de ses huit sélections avec l'équipe de Norvège depuis 2003.

## Sélection
- Norvège : 8 sélections

Frode Kippe compte huit sélections obtenues entre 2003 et 2008. Il a été titulaire à quatre reprises lors des saisons 2004 et 2005.

## Palmarès
Lillestrøm SK
- Vainqueur de la Coupe de Norvège (2) : 2007 et 2017